# Scorzonera bicolor
Scorzonera bicolor là một loài thực vật có hoa trong họ Cúc. Loài này được Freyn & Sint. miêu tả khoa học đầu tiên năm 1892.